# Julia Dietze
Julia Dietze (Marseille, 1981. január 9. –) német színésznő.

## Élete és pályafutása
Mathias Dietze német festő, grafikus és illusztrátor lányaként született Marseille-ben, édesanyja is Marseille-ből származik. Julia Münchenben nőtt fel két fiatalabb lánytestvérével. Első szerepét 2001-ben kapta a Fickende Fische című filmdrámában, emellett televíziós produkciókban volt látható.
2009-ben kapta meg első jelentősebb főszerepét, Renate Richtert játszhatta el a 2012-ben megjelent Iron Sky: Támad a Hold című sci-fi akcióvígjátékban, Timo Vuorensola rendezésében. A filmnek 2019-ben folytatása is megjelent Iron Sky: The Coming Race címmel.

## Filmográfia
- Fickende Fische (2001)
- Lili (2003)
- Soloalbum (2003)
- Szabad szerelem (2004)
- Szex, csajok, Ibiza (2004)
- Schwarze Erdbeeren (2005)
- Édes szenvedés (2006)

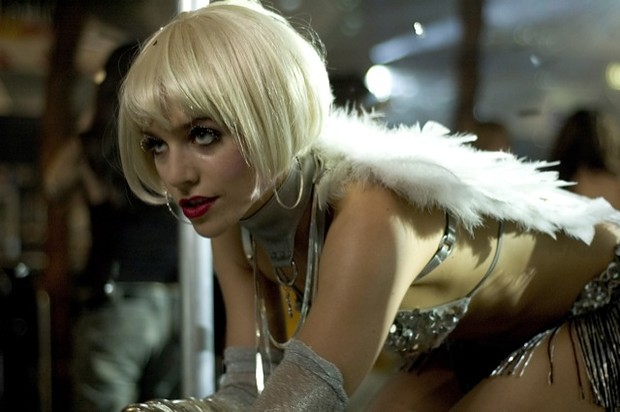
A 2008-as Little Paris című film promóciós fotóján

- Erkan & Stefan in Der Tod kommt krass (2006)
- Oktoberfest (2006)
- Ein Fall für KBBG (2007)
- Warum du schöne Augen hast (2008)
- Little Paris (2008)
- Lauf um Dein Leben – Vom Junkie zum Ironman (2008)
- Robert Zimmermann és a szerelem (2008)
- 1 és 1/2 lovag - Az elbűvölő Herzelinde hercegnő nyomában (2008)
- Lucky Fritz (2009)
- Kísértet szoba (2011)
- Iron Sky: Támad a Hold (2012)
- Berlin Kaplanı (2012)
- Golyó (2014)
- Fák jú, Tanár úr! 3. (2017)
- Iron Sky: The Coming Race (2019)

## Fordítás
- Ez a szócikk részben vagy egészben  a   Julia Dietze című angol Wikipédia-szócikk ezen változatának fordításán alapul.  Az eredeti cikk szerkesztőit annak laptörténete sorolja fel. Ez a jelzés csupán a megfogalmazás eredetét és a szerzői jogokat jelzi, nem szolgál a cikkben szereplő információk forrásmegjelöléseként.